# Arrichione
Arrichione di Figaleia (scritto anche Arrhachion, Arrichion o Arrachion) (in greco Αρριχίων ο Φιγαλεύς?) (Figaleia, ... – 564 a.C.) è stato un campione di pancrazio greco antico nei Giochi olimpici antichi.
Morì mentre difendeva con successo il suo campionato nel pancrazio alla 54ª Olimpiade (564 a.C.). Arrichione è stato descritto come "il più famoso di tutti i pancrazisti".

## Storia

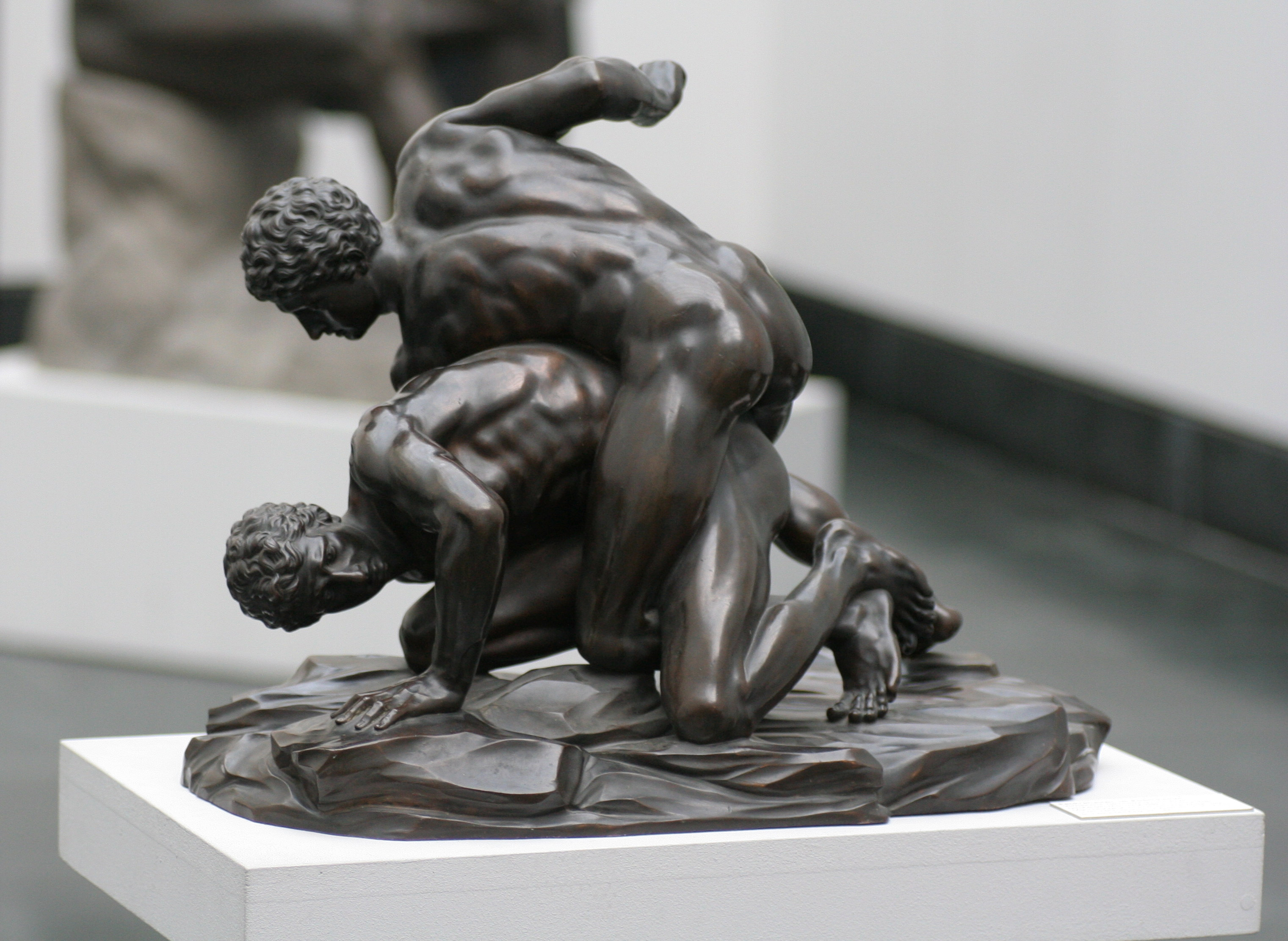
Due lottatori di pancrazio greco antico

Arrichione vinse nel pancrazio, uno sport da combattimento che mescola pugilato e lotta, alla 52ª e 53ª Olimpiade (572 a.C. e 568 a.C., rispettivamente). Il suo incontro fatale è stato descritto dal geografo Pausania e da Filostrato il Giovane.
Secondo Pausania: 
(Pausania)
Il racconto di Filostrato è più lungo. Nei suoi Imagines, una visita immaginaria in una galleria d'arte, Filostrato descrive un dipinto della morte di Arrichione. 
Nella traduzione di Arthur Fairbanks: 
(Filostrato)
Filostrato di Atene scrive nel suo Ginnasticus che il fallimento di Arrichione nel sottomettersi al suo avversario fu colpa del suo allenatore, Eressia, che gli gridò: "Che nobile epitaffio, 'Non fu mai sconfitto ad Olimpia '".
Una statua Arrichione venne eretta a Figaleia; quella che si crede sia la stessa statua è ora esposta nel museo di Olimpia. È una delle più antiche statue di vincitore olimpico datate.

## Nella cultura
Arrichione è stato oggetto di una poesia, Arrichion, di Jeanette Threlfall, in cui la poetessa lamenta il fatto che l'atleta sia vissuto e morto prima che San Paolo portasse il cristianesimo in Grecia.